# Аграризм
Аграри́зм — політична доктрина низки селянських партій та рухів Центральної та Південно-Східної Європи 1900—30-х роках. Вчення аграризму наголошує на тому, що селянство зосереджує в собі головні позитивні цінності й якості суспільства, є осердям стабільності держави й зберігачем національної ідентичності і що вказані чесноти мають визначити його прихід до політичної влади. Виник як реакція на модернізаційні зміни в аграрних країнах Європи. Поширенню його ідей сприяли німецькі та французькі вчені А. Шефле (автор терміна), Г. Руланд, Ж. Мелін. Ідеологію аграризму прийняли: Польське сторонництво людове, Чеська аграрна партія, Болгарський землеробський народний союз та інші. Відомі ідеологи аграризму: А. Швегла, М. Годжа, О. Франкенбергер (Чехословаччина), А. Стамболійський (Болгарія), Я. Домбський (Польща). В Україні аграристські за змістом ідеї розробляв В.Липинський, який був ідеологом доктрин Української демократичної хліборобської партії (1917) та гетьманського руху в еміграції (1920–1930).
Польські прихильники аграризму – В. Вітос, М. Ратай, В. Кєрнік та ін., перебуваючи при владі в 2-й Речі Посполитій, проводили політику підтримки в Західній Україні польського селянства, надання йому земельних угідь на пільгових умовах, здійснення військового осадництва тощо..